# 1830
1830 (MDCCCXXX) je bilo navadno leto, ki se je po gregorijanskem koledarju začelo na petek, po 11 dni počasnejšem julijanskem koledarju pa na sredo.

## Rojstva
- 7. marec – Mihael Županek, slovenski pisatelj na Madžarskem († 1898, ali 1905?)
- 10. maj - François-Marie Raoult, francoski fizik in kemik († 1901)
- 29. maj - Janez Trdina, slovenski pisatelj († 1905)
- 18. avgust - Franc Jožef Habsburški, avstrijski cesar in ogrski kralj († 1916)
- 15. september - Porfirio Díaz, mehiški državnik († 1915)
- 29. maj - Janez Šubic starejši, slovenski slikar († 1898)

## Smrti
- 16. maj - Joseph Fourier, francoski matematik, fizik (* 1768)
- 9. november - Jan Śniadecki, poljski književnik, matematik, astronom, filozof (* 1756)
- 30. november - Johann Tobias Mayer, nemški fizik, matematik (* 1752)